# Lost Lake (Kenai-Halbinsel)
Der Lost Lake ist ein See auf der Kenai-Halbinsel in den Chugach Mountains im Süden von Alaska.
Er liegt 18 km nördlich von Seward im Chugach National Forest. Der See wird vom Lost Creek entwässert. Dessen Wasser fließt über den Salmon Creek und den Resurrection River in die Resurrection Bay, eine Bucht des Golfs von Alaska, ab.
Der regional verwendete Name des Sees wurde 1909 von Grant und Higgins vom United States Geological Survey dokumentiert.